# Wrightella variabilis
Wrightella variabilis is een zachte koraalsoort uit de familie Melithaeidae. De koraalsoort komt uit het geslacht Wrightella. Wrightella variabilis werd in 1906 voor het eerst wetenschappelijk beschreven door Thomson & Henderson. 